# 紮朗寺
紮朗寺位於四川省甘孜藏族自治州稻城縣，文物遺址年代判定為明代、清代。2007年6月1日公佈為四川省第七批文物保護單位。